# أنتوني نيكولز
أنتوني نيكولز (بالإنجليزية: Anthony Nicholls)‏ هو ممثل بريطاني (وحمل سابقاً جنسية المملكة المتحدة لبريطانيا العظمى وأيرلندا)، ولد في 16 أكتوبر 1902 في المملكة المتحدة، وتوفي في 22 فبراير 1997 بلندن في المملكة المتحدة.

## وصلات خارجية
- أنتوني نيكولز على موقع IMDb (الإنجليزية)
- أنتوني نيكولز على موقع قاعدة بيانات برودواي على الإنترنت (الإنجليزية)
- أنتوني نيكولز على موقع قاعدة بيانات الفيلم (الإنجليزية)